# دنیلو دمیتریف
دنیلو دمیتریف (اوکراینی: Данило Миколайович Дмитрієв؛ زادهٔ ۲۲ اکتبر ۲۰۰۲) بازیکن فوتبال اهل اوکراین است.